# Ghali Chabab Mascara
Pour les articles homonymes, voir GCM et Gallia Club.
 (novembre 2020).
Si vous disposez d'ouvrages ou d'articles de référence ou si vous connaissez des sites web de qualité traitant du thème abordé ici, merci de compléter l'article en donnant les références utiles à sa vérifiabilité et en les liant à la section « Notes et références ».
 (juin 2023).
- Si vous ne connaissez pas le sujet, laissez ce bandeau (vous pouvez alors contacter les auteurs).
- Si vous supprimez le contenu mis en cause (vous pouvez préalablement contacter les auteurs),

argumentez précisément cette suppression dans la page de discussion
(un manque de référence n'est pas un argument ; une recherche réelle de référence doit avoir été effectuée, être formellement documentée).
Maillots
Actualités
Le Ghali Chabab Mascara (en arabe : غالي شباب معسكر), plus couramment abrégé en GC Mascara ou encore en GCM et souvent appelé le Ghali Mascara, est un club de football algérien fondé en 1925 et basé dans la Wilaya de Mascara.
Le GCM porte les couleurs  Vert et Blanc. Le club a remporté le championnat algérien lors de la saison 1983-1984.
| \| Mascara \| Le club est basé à Mascara , dans la Wilaya de Mascara (a l'ouest de l'Algérie). |
| Mascara                                                                                        |

## Histoire

### Avant l'indépendance
Le GC Mascara fut fondé officiellement le 6 juin 1925 sous le nom de Gallia Club Mascaréen mais le GCM a été autorisé à disputer le championnat de promotion d'oranie dans le groupe district de Bel-Abbès pour la saison 1925-26 dès le mois de Mars à la condition que le club intègre des français dans son effectif.

### Après l'indépendance
Le club fut aussi l'un des principaux animateurs des championnats régionaux avant et après l'indépendance. Champion d'Algérie lors de la saison 1983/1984, il végète actuellement en Division Nationale Amateur.
En 2016, le GC Mascara réussit à accéder en ligue 2 après une absence de 10 ans mais n'a pas pu se maintenir longtemps dans cette division.

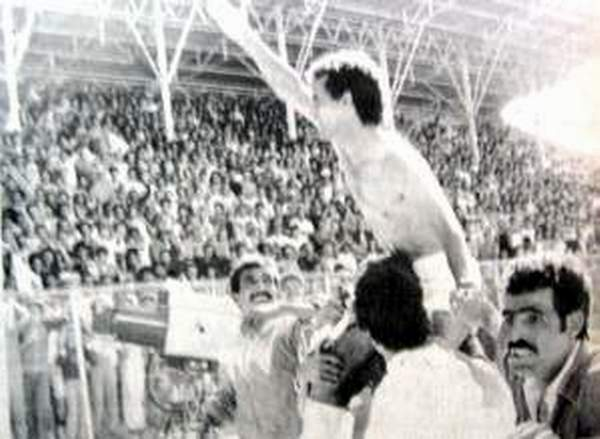
Lakhdar Belloumi, champion d'Algérie avec le GC Mascara en 1984.
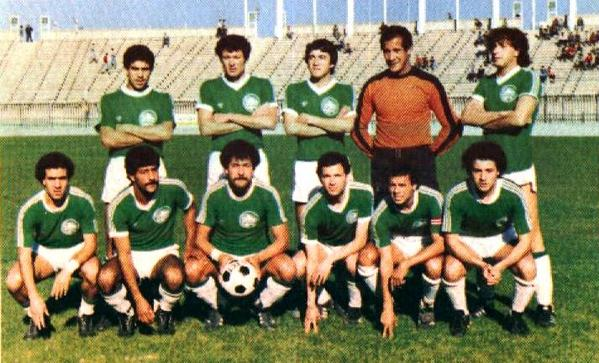
GC Mascara Champion d'Algérie lors de la saison 1983/1984.

## Résultats sportifs

### Palmarès
| Compétitions nationales                                                           | Compétitions internationales |
| --------------------------------------------------------------------------------- | --- |
| - Ligue 1 (1) - Champion : 1984 - Championnat d'Oranie (DH) (1) - Champion : 1951 | - Ligue des champions de la CAF - Quart de finaliste : 1985 - Championnat d'Afrique du Nord - Demi-finaliste : 1951 - Coupe d'Afrique du Nord - Huitième de finaliste : 1947 |

### Bilan saison par saison
| Saison    | Championnat    | Coupe         |
| --------- | -------------- | ------------- |
| 1962-1963 | 2e CH G5       | 1/16 finale   |
| 1963-1964 | 9e DH          | 1/64 finale   |
| 1964-1965 | 2e Ligue 2     | 1/8 finale    |
| 1965-1966 | 4e Ligue 2     | 1/32 finale   |
| 1966-1967 | 3e D3          | 1/32 finale   |
| 1967-1968 | 3e D3          | 1/16 finale   |
| 1968-1969 | 2e D3          | 1/32 finale   |
| 1969-1970 | 2e Ligue 2     | 1/8 finale    |
| 1970-1971 | 6e Ligue 2     | 1/16 finale   |
| 1971-1972 | 1er Ligue 2    | 1/32 finale   |
| 1972-1973 | 14e Ligue 1    | 1/16 finale   |
| 1973-1974 | 1er Ligue 2    | 1/16 finale   |
| 1974-1975 | saison blanche | boycott       |
| 1975-1976 | 1re D3         | 1/32 finale   |
| 1976-1977 | 7° Ligue 2     | 1/4 finale    |
| 1977-1978 | 2e Ligue 2     | 1/32 finale   |
| 1978-1979 | 1er Ligue 2    | 1/32 finale   |
| 1979-1980 | 6e Ligue 1     | 1/4 finale    |
| 1980-1981 | 13e Ligue 1    | 1/16 finale   |
| 1981-1982 | 13e Ligue 1    | 1/4 finale    |
| 1982-1983 | 12e Ligue 1    | 1/4 finale    |
| 1983-1984 | 1er Ligue 1    | 1/8 finale    |
| 1984-1985 | 14e Ligue 1    | 1/2 Finaliste |
| 1985-1986 | 17e Ligue 1    | 1/16 finale   |

| Saison    | Championnat | Coupe                       |
| --------- | ----------- | --------------------------- |
| 1986-1987 | 17e Ligue 1 | 1/32 finale                 |
| 1987-1988 | 2e Ligue 2  | 1/64 finale                 |
| 1988-1989 | 6e Ligue 2  | 1/16 finale                 |
| 1989-1990 | 16e Ligue 2 | Non Joué                    |
| 1990-1991 | 1er D3      | 1/32 finale                 |
| 1991-1992 | 2e Ligue 2  | 1/64 finale                 |
| 1992-1993 | 3e Ligue 2  | Non Joué                    |
| 1993-1994 | 1er Ligue 2 | 1/16 finale                 |
| 1994-1995 | 14e Ligue 1 | 1/8 finale                  |
| 1995-1996 | 2e Ligue 2  | 1/32 finale                 |
| 1996-1997 | 7e Ligue 2  | 1/8 finale                  |
| 1997-1998 | 2e Ligue 2  | 1/32 finale                 |
| 1998-1999 | 9e Ligue 1  | 1/8 finale                  |
| 1999-2000 | 11e Ligue 2 | 1/32 finale                 |
| 2000–2001 | 10e Ligue 2 | 1/2 Finaliste               |
| 2001-2002 | 3e Ligue 2  | 1/32 finale                 |
| 2002-2003 | 10e Ligue 2 | 1/32 finale                 |
| 2003-2004 | 1er Ligue 2 | Avant dernier tour régional |
| 2004-2005 | 15e Ligue 1 | 1/32 finale                 |
| 2005-2006 | 17e Ligue 2 | Avant dernier tour régional |
| 2006-2007 | 5e D3       | Avant dernier tour régional |

| Saison    | Championnat | Coupe                       |
| --------- | ----------- | --------------------------- |
| 2007-2008 | 6e D3       | Avant dernier tour régional |
| 2008-2009 | 4e D3       | 1/8 finale                  |
| 2009-2010 | 12e D3      | 3e tour régional            |
| 2010-2011 | 4e D4       | 3e tour régional            |
| 2011-2012 | 7e D3       | Avant dernier tour régional |
| 2012-2013 | 12e D3      | 1/32 finale                 |
| 2013-2014 | 14e D3      | 3e tour régional            |
| 2014-2015 | 4e D3       | Avant dernier tour régional |
| 2015-2016 | 1er D3      | Avant dernier tour régional |
| 2016-2017 | 13e Ligue 2 | 1/64 finale                 |
| 2017-2018 | 14e Ligue 2 | 1/64 finale                 |
| 2018-2019 | 5e D3       | 1/32 finale                 |
| 2019-2020 | 11e D3      | 4e tour régional            |
| 2020-2021 | 1re D3      | Non disputée                |
| 2021-2022 | 10e D2      | Non disputée                |
| 2022-2023 | 13e D2      | 1/64 finale                 |
| 2023-2024 | 5e D2       | 1/16 finale                 |
| 2024-2025 | 13e D2      | 1/32 finale                 |
| 2025-2026 | D2          | -                           |

* Le club déclare forfait à la suite de la décision de la Fédération Algérienne de Football de ne pas valider la montée en première division à la suite d'incidents[Lesquels ?] avec l'équipe junior.

### Statistiques et records
Ce tableau propose un bilan statistique du Ghali Chabab Mascara[réf. nécessaire]
mise à jour: Fin saison 2020/2021
| Après l'indépendance          |         |        |      |     |     |     |      |      |      |
| Ligue 1 (D1)                  | 12      | 1      | 378  | 124 | 98  | 156 | 421  | 518  | -97  |
| Ligue 2 (D2)                  | 28      | 5      | 675  | 248 | 151 | 222 | 925  | 726  | +199 |
| Ligue 3 (D3)                  | 16      | 4      | 400  | 183 | 92  | 125 | 569  | 419  | +150 |
| Ligue 4 (D4)                  | 1       | -      | 26   | 15  | 5   | 6   | 42   | 16   | +26  |
| Total                         | 57      | 1      | 1451 | 614 | 343 | 494 | 1946 | 1646 | +300 |
| Période coloniale             |         |        |      |     |     |     |      |      |      |
| Division 1                    | 3       | 1      | 66   | 27  | 16  | 23  | 113  | 104  | +9   |
| Division 2                    | 5       | 3      | 83   | 50  | 18  | 15  | 195  | 87   | +108 |
| Division 3                    | ...     | 2      | ...  | ... | ... | ... | ...  | ...  | ...  |
| Division 4                    | ...     | 1      | ...  | ... | ... | ... | ...  | ...  | ...  |
| Division 5                    | ...     | 1      | ...  | ... | ... | ... | ...  | ...  | ...  |
| Total                         | ...     | 1      | ...  | ... | ... | ... | ...  | ...  | ...  |
| Coupes                        | Saisons | Titres | J    | G   | N   | P   | Bp   | Bc   | Diff |
| Coupe d'Algérie               | 52      | -      | ...  | ... | ... | ... | ...  | ...  | ...  |
| Coupe de la Ligue             | 2       | -      | 10   | 5   | 2   | 3   | 11   | 8    | +3   |
| Période coloniale             |         |        |      |     |     |     |      |      |      |
| Coupe de France               | 2       | -      | 6    | 4   | 0   | 2   | 12   | 10   | +2   |
| Total                         | ...     | ...    | ...  | ... | ... | ... | ...  | ...  | ...  |
| International                 | Saisons | Titres | J    | G   | N   | P   | Bp   | Bc   | Diff |
| Ligue des champions de la CAF | 1       | -      | 6    | 2   | 1   | 3   | 7    | 8    | -1   |
| Période coloniale             |         |        |      |     |     |     |      |      |      |
| Coupe d'Afrique du Nord       | 13      | -      | 49   | 34  | 2   | 13  | 131  | 49   | +86  |
| Championnat d'Afrique du Nord | 1       | -      | 2    | 1   | 0   | 1   | 6    | 4    | +2   |
| Total                         | 14      | -      | 57   | 37  | 3   | 17  | 144  | 61   | +87  |
| Total Général                 | ...     | ...    | ...  | ... | ... |     | ...  | ...  | ...  |

## Identité du club
Les couleurs du Ghali Chabab Mascara sont le Vert et le Blanc depuis 1979 seulement, changer par une décision du président de l'APC de Mascara, mais avant c'étaient les couleurs de la création du club, les couleurs de la nation et du patriotisme, le vert et rouge pendant 54 ans.

### Les différents noms du club
| Gallia Club Mascaréen |
| 1925                  |

| Gallia Club Mascaréen |
| 1945                  |

| Ghali Club de Mascara |
| 1962                  |

| Ghali Chabab Baladiat Mascara |
| 1977                          |

| Ghali Chabab Rai Mascara |
| 1979                     |

| Ghali Mascara |
| 1987          |

| Ghali Chabab Mascara |
| 1989                 |

### Couleurs
- Si vous ne connaissez pas le sujet, laissez ce bandeau (vous pouvez alors contacter les auteurs).
- Si vous supprimez le contenu mis en cause (vous pouvez préalablement contacter les auteurs),

argumentez précisément cette suppression dans la page de discussion
(un manque de référence n'est pas un argument ; une recherche réelle de référence doit avoir été effectuée, être formellement documentée).
| 1925-26 |

| 1928-29 |

| 1932-1933 |

| 1933-34 |

| 1945-46 |

| 1948-49 |

| 1950-51 |

| 1955-56 |

| 1962-63 |

| 1968-69 |

| 1978-79 |

| 1982-83 |

| 1990-91 |

| 1993-94 |

| 2008-09 |

| 2022-23 |

### Anciens logos
Les couleurs du Ghali Chabab Mascara sont le Vert et le Blanc depuis 1977 seulement, changer par une décision du président de l'APC de Mascara. Avant c'étaient  les couleurs de la création du club, les couleurs de la nation et du patriotisme, le vert et rouge pendant 52 ans.

Ancien logo du club
Ancien logo du club
Ancien logo du club
Logo actuel du club

## Structures du club
Le Ghali Chabab Mascara joue au Stade de Meflah Aoued jusqu'en 1986, date de l'ouverture du Stade de l'Unité Africaine. C'est dans ce stade que se situe le siège administratif du club.

## Section futsal
La section futsal du Ghali Chabab Mascara remporte la Coupe d'Algérie de futsal en 2012.